# The Valley
The Valley er et fodboldstadion i London i England, der er hjemmebane for Championship-klubben Charlton Athletic. Stadionet har plads til 26.875 tilskuere, og alle pladser er siddepladser. The Valley blev indviet i 1919.